# Хлопчатобумажный комбинат

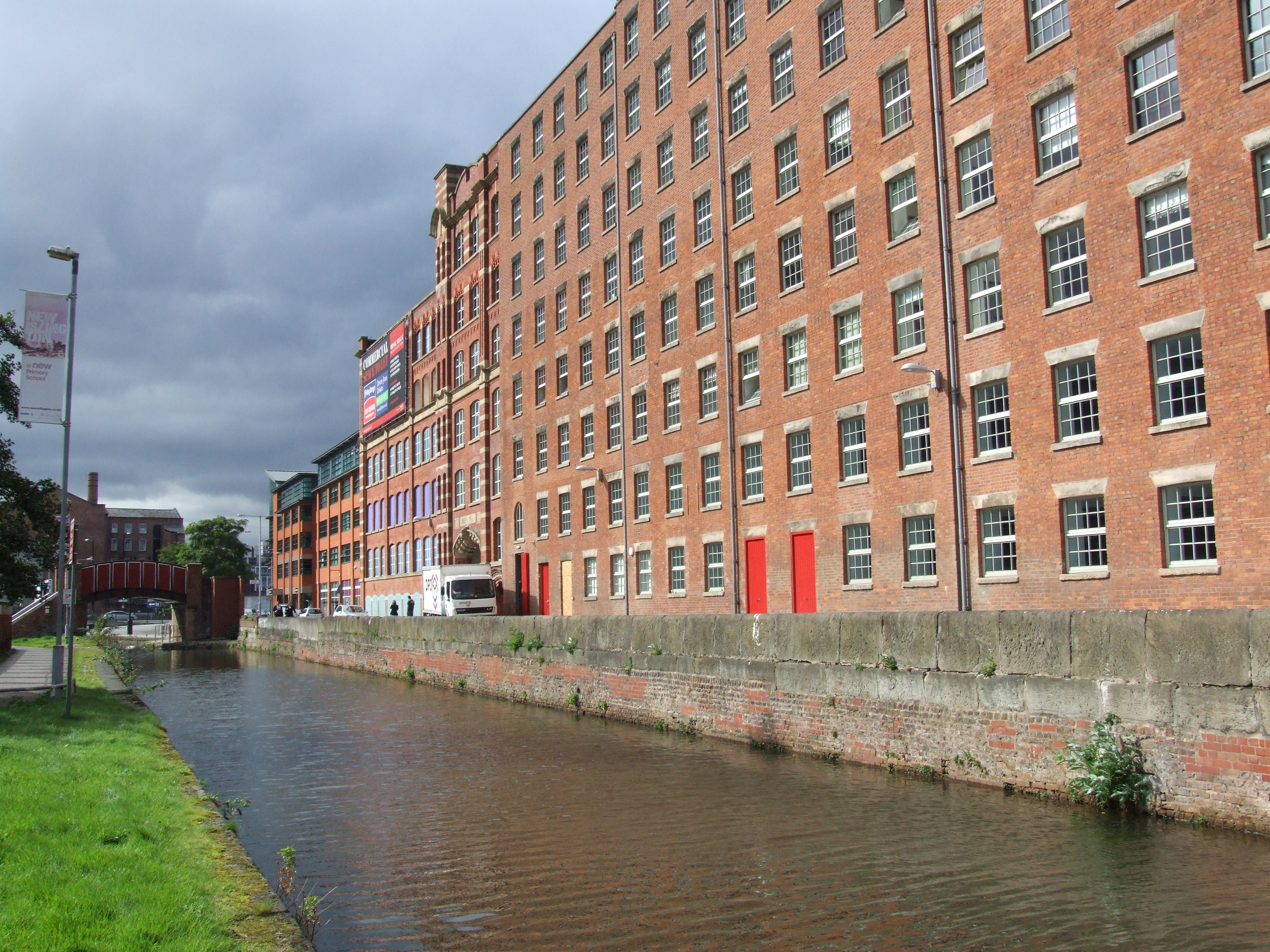
Хлопкопрядильные фабрики Манчестера, пример градообразующего ландшафта

Хлопча́тобума́жный комбина́т — предприятие по переработке хлопкового сырья, в том числе прядению нитей и изготовлению тканей. Переработка хлопка имела важное значение в период Промышленной революции.
Хлопкопрядильные фабрики и механизация прядильного процесса сыграли важную роль в развитии производства станков, позволяя создавать крупные хлопкопрядильные производства. Необходимость водоснабжения и транспортировки товаров помогла строительству системы каналов, а необходимость в энергообеспечении производств стимулировала развитие паровых двигателей.
Для финансирования строительства фабрик создавались акционерные общества. В Англии произведённые товары продавались владельцами фабрик на хлопковой бирже в Манчестере, который стал впоследствии огромным деловым центром. Фабрики нуждались в рабочей силе и создавали рабочие места, привлекая работников из сельскохозяйственных регионов. Все это способствовало росту населения городов и строительству жилых домов для работников. Фабрики, которые располагались вне городской черты, сами создавали вокруг себя города, то есть были градообразующими предприятиями.  Хлопкопрядильные производства возникли в графстве Ланкашир, позже они были скопированы в Новой Англии и южных штатах США. В течение XX века Северо-Западная Англия отдала лидерство в производстве текстиля Соединённым Штатам, а затем — Индии и Китаю
.

## Переработка хлопка
Хлопок — важнейший источник натурального волокна. В 2007 году масштабы всемирного культивирования достигли 25 миллионов тонн, собранных с 35 миллионов гектаров, находящихся в более 50 странах мира.
На хлопчатобумажном комбинате выполняются следующие этапы производства хлопчатобумажных тканей:
- Подготовительные процессы (чесание)
- Прядение
- Ткачество
- Отделка

Чесание и прядение происходит на прядильной фабрике, ткачество — в ткацких цехах, а отделка в отбеливающих и красильных цехах. 

## История

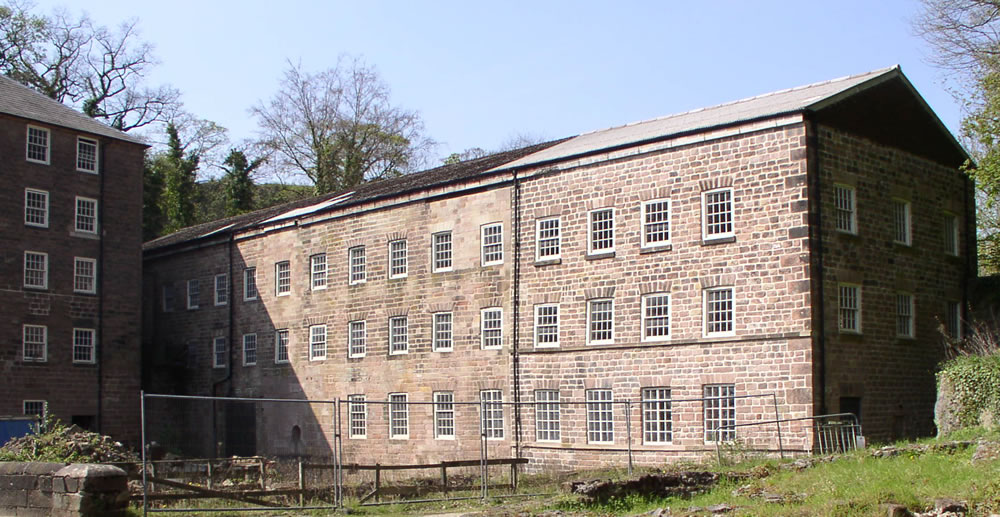
Хлопкопрядильная фабрика, построенная Ричардом Аркрайтом в 1771 году, первая в мире фабрика современного типа

Хлопкопрядильная фабрика английского типа появилась в 1771 году, пройдя много изменений на пути к современному её виду. Архитектурное планирование зависело от применяемой на предприятии техники, блока питания и финансовых инструментов, которыми располагали строители. В Английском графстве Ланкашир хлопкопрядильная индустрия была горизонтально интегрирована — чесанием и прядением занимались только в Юго-Восточном Ланкашире, в то время как ткачество было более равномерно сконцентрировано на Юге и Востоке страны. В Пенсильвании, США, процесс был более вертикально интегрирован, что приводило к созданию комбинированных производств, на которых занимались одновременно чесанием, прядением и ткачеством. В том же здании проводились и отделочные работы, вроде отбеливания и покраски тканей.

### Первые фабрики

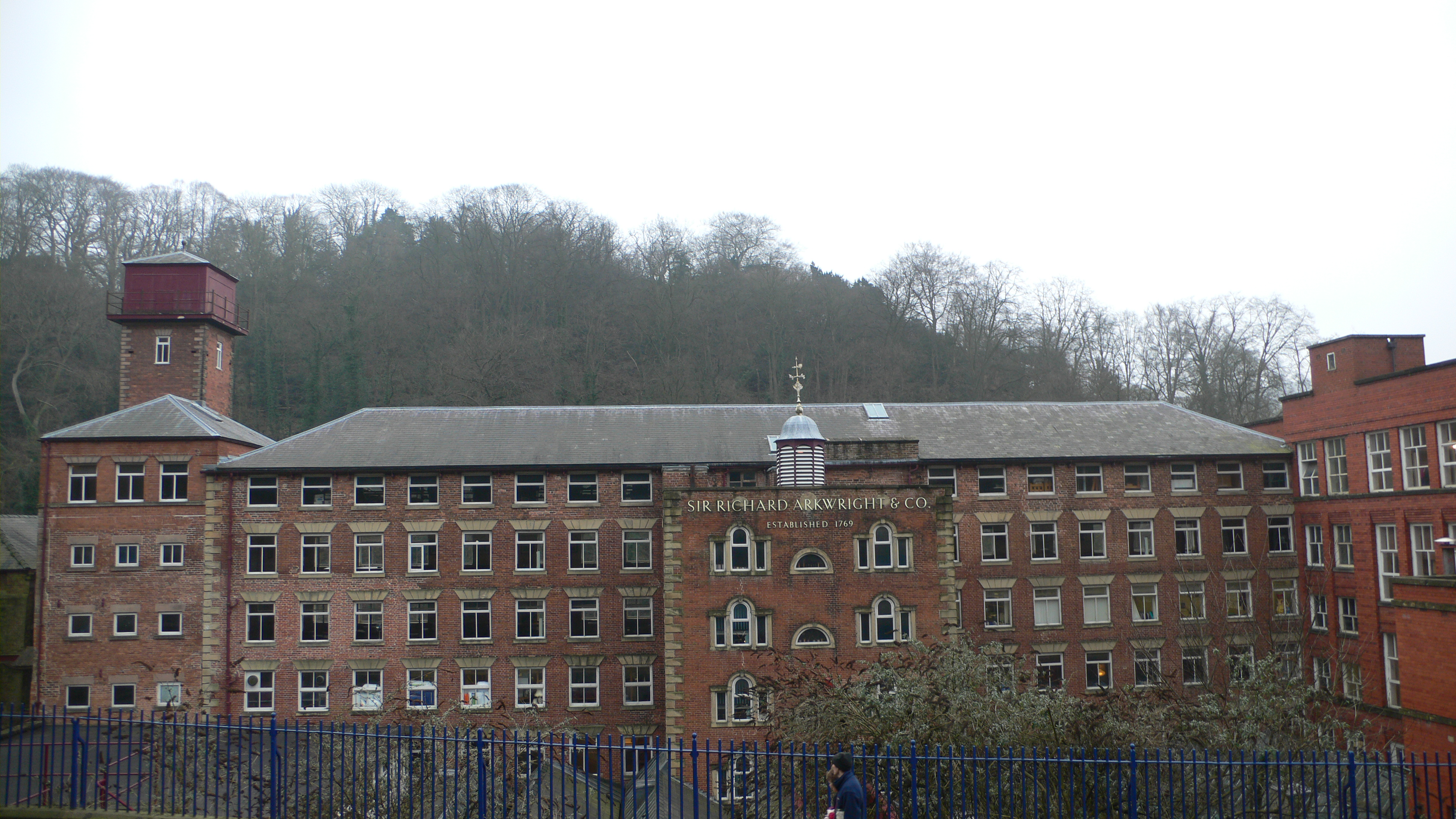
Хлопкопрядильная фабрика «Мэссон» в Дербишире

Ранние фабрики были узкими и низкими, располагали маленькими станками, приводимыми в действие водяным колесом. Основным освещением был дневной свет, а высота потолков была 6-8 футов (2—2.5 метра). Фабрика «Мэссон» в Дербишире является хорошим примером ранней хлопкопрядильной фабрики. 